# Jerzy Żuławski

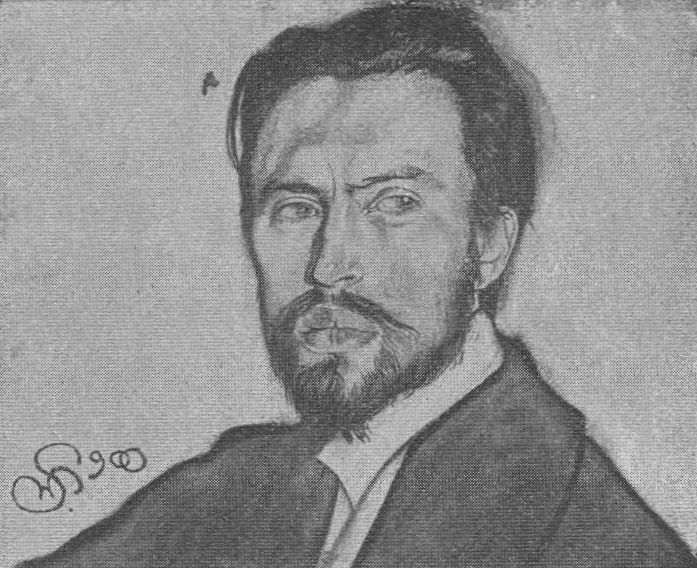
Jerzy Żuławski.

Jerzy Żuławski, född den 14 juli 1874 nära Limanowa, Galizien, död den 9 augusti 1915 i Dębica, var en polsk författare.
Żuławski studerade filosofi, först vid Zürichs universitet, och avslutade sina studier vid Berns universitet med doktorsavhandlingen Das Problem der Kausalität bei Spinoza (1899). Därefter arbetade han som gymnasielärare i Kraków. Han skrev formfulländade dikter, vilka ansetts mer präglade av Baruch Spinozas filosofiska system än av omedelbar poetisk inspiration, romaner samt dramer, av vilka Eros i Psyche (1904) vann stor framgång och även uppfördes i utlandet.
Jerzy Żuławski var gammelfarbror till filmregissören Andrzej Żuławski.